# Jenni Rivera
Dolores Janney Rivera Saavedra (Long Beach, Califórnia; 2 de julho de 1969 — Iturbide, Nuevo León; 9 de dezembro de 2012) ou mais conhecida pelo seu nome artístico Jenni Rivera, foi uma cantora, compositora, atriz, empresária e produtora musical mexicana-estadunidense.
Já vendeu 1 milhão de álbuns nos Estados Unidos. Foi indicada quatro vezes ao prêmio Grammy Latino em 2003, 2008 e 2010.
Além de sua carreira musical, Rivera atuou ativamente em sua comunidade, doando tempo e dinheiro para causas cívicas. A Coalizão Nacional Contra a Violência Doméstica nomeou-a porta-voz nos Estados Unidos. Da mesma forma, 6 de agosto também foi oficialmente anunciado como o “Dia de Jenni Rivera”, pela Câmara Municipal de Los Angeles, por todo o seu trabalho de caridade e comunitário.
Jenni Rivera morreu em 9 de dezembro de 2012, quando o avião que a transportava caiu no município de Iturbide, logo após sua apresentação em Monterrei, cujo destino final seria Toluca, onde gravaria para o La Voz (México)

## Discografia

### Álbuns de estúdio
- 1999: Si quieres verme llorar

- 1999:Reyna de reynas

- 2000: Que me entierren con la banda
- 2001: Déjate amar
- 2002: Se las voy a dar a otro
- 2003: Homenaje a las grandes
- 2004: Simplemente... La mejor
- 2005: Parrandera, Rebelde y Atrevida
- 2007: Mi Vida Loca
- 2008: Jenni
- 2009:  La Gran Señora
- 2011: Joyas Prestadas
- 2012: La misma Gran Señora

### Coletâneas/Versões deluxe
- 2005: Lo mejor de Jenni Rivera
- 2009: Jenni Super Deluxe
- 2012: Joyas prestadas pop deluxe

### Álbuns ao vivo
- 2006: En vivo desde Hollywood
- 2006: Besos y Copas desde Hollywood
- 2007: La Diva en vivo
- 2010: La Gran Señora en vivo
- 2012: Joyas prestadas pop deluxe
- 2013: 1969 - siempre, en vivo desde Monterrey parte 1
- 2014: 1969 - siempre, en vivo desde Monterrey parte 2
- 2014:1 Vida - 3 Historias - Despedida de Culiacán
- 2015:1969 - siempre, en vivo desde Monterrey parte 3

### Singles
- - 1999: «Reyna de reynas»
  - 2000: «Que me entierren con la banda» (Con Lupillo)
  - 2000: «Las malandrinas»
  - 2001: «Querida socia»
  - 2001: «Madre soltera»
  - 2002: «Se las voy a dar a otro»
  - 2002: «Angel baby»
  - 2003: «La papa sin catsup»
  - 2003: «A escondidas»
  - 2004: «Hacer el amor con otro»
  - 2004: «Juro que nunca volveré»
  - 2004: «Las mismas costumbres»
  - 2005: «Amiga si lo ves»
  - 2005: «Que me vas a dar»
  - 2006: «De contrabando»
  - 2006: «Parrandera, rebelde y atrevida»
  - 2006: «Besos y copas»
  - 2007: «La sopa del bebé»
  - 2007: «Mírame»
  - 2007: «Ahora que estuviste lejos»
  - 2007: «Dama divina»
  - 2008: «Inolvidable»
  - 2008: «Culpable o inocente»
  - 2008: «Chuper amigos»
  - 2009: «El amor» (De Tito "El Bambino")
  - 2009: «Tu camisa puesta»
  - 2009: «Ovarios»
  - 2009: «Ya lo sé»
  - 2010: «Porqué no le calas»
  - 2010: «Déjame volver contigo»
  - 2011: «El destino» (De La Original Banda El Limón)
  - 2011: «Basta ya»
  - 2012: «A cambio de qué»
  - 2012: «Así fue»
  - 2012: «La misma gran señora»
  - 2013: «Dos Botellas de Mezcal (En Vivo Desde Monterrey/2012)»
  - 2013: «Amarga Navidad (En Vivo Desde Monterrey / 2012 [Banda])»
  - 2014: «Resulta (En Vivo Desde Monterrey / 2012 [Banda])»